# Bardas de Baile

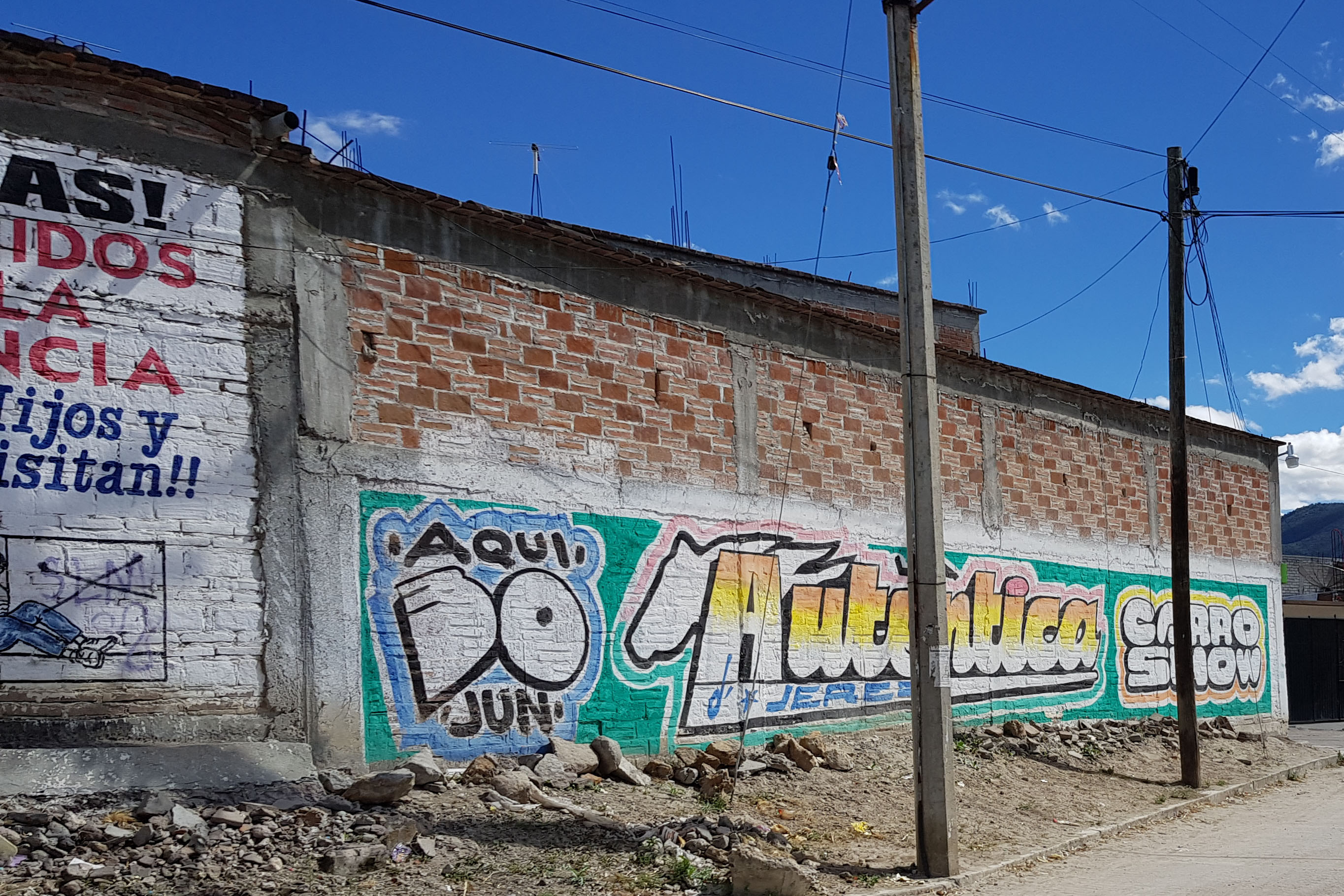
Tanzwand mit vorangestelltem Veranstaltungsdatum und der Angabe des Ortes ‚aqui‘ (‚hier‘), Region Oaxaca

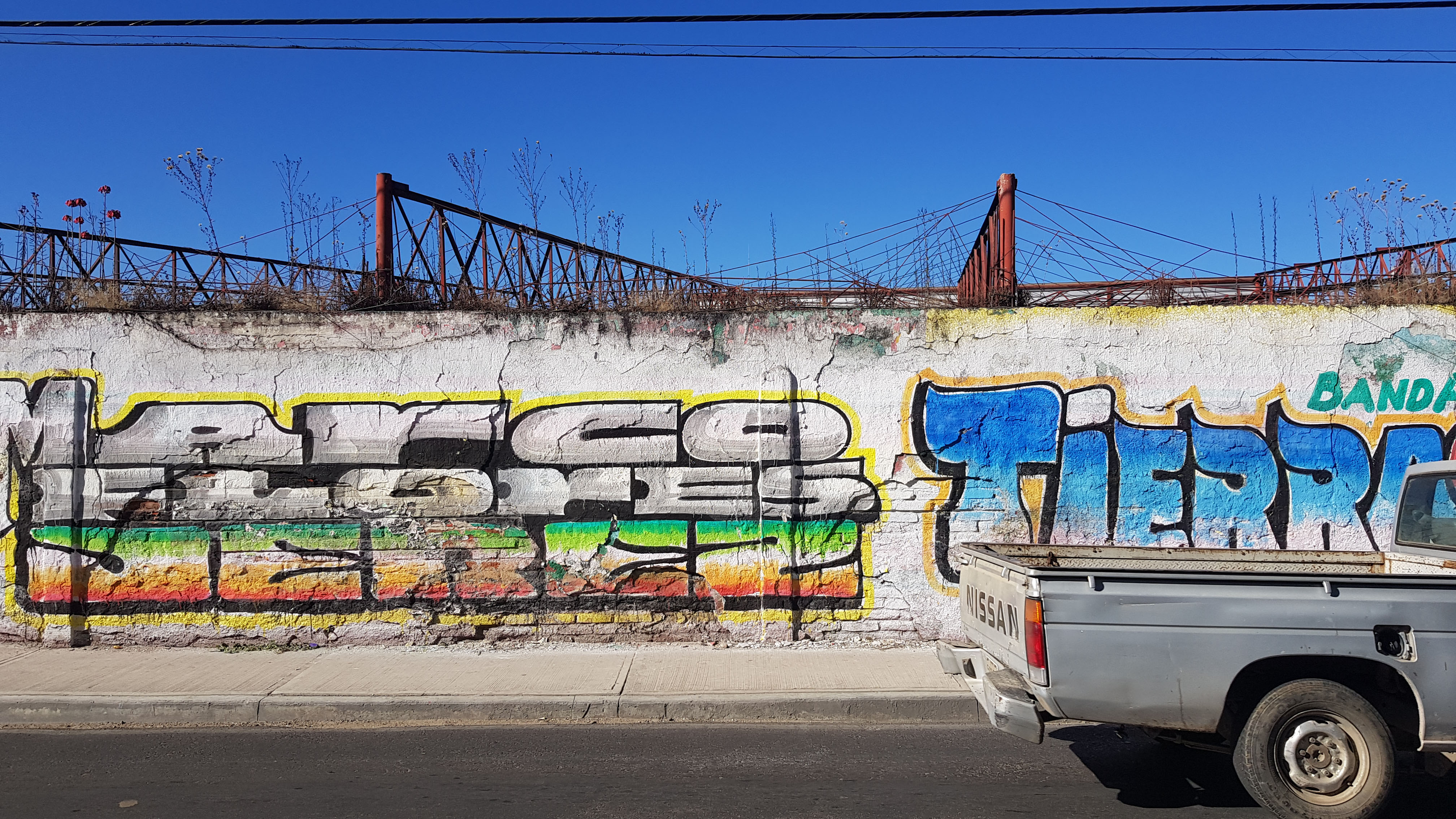
Tanzwand mit Werbung für den Auftritt der Band ‚Marco Flores Jerez‘ (links) in Oaxaca de Juárez

Bardas de Baile (spanisch für Tanzwände, beziehungsweise Musik- oder Partywände; „Bardas“ für „Wände“, „Baile“ für „Tanz“) sind Wandmalereien, mit denen in Mexiko für populäre Musikveranstaltungen geworben wird. Meist werden Wände entlang viel befahrener Straßen mit den Wortmarken der auftretenden Musikbands bemalt.

## Gestaltung
In aller Regel folgt die Gestaltung der Tanzwände einem festen Schema: Sie beginnt mit der Nennung des Veranstaltungstermins und -Ortes. Dann folgen die Namen der zirka drei bis fünf Musikgruppen, die auftreten. Bekannte Bands verfügen über logoartige Wortmarken, die Gestaltung der Schriften für unbekanntere Gruppen scheint dem jeweiligen Maler überlassen zu sein. Die Schriftgestaltung ist dabei generell flächig und bunt, häufig mit Farbverläufen. Die einzelnen Buchstaben sind in aller Regel mit einer schwarzen Kontur abgegrenzt. Die Wörter erhalten zudem häufig eine dicke, bunte Umrahmung.
Das Erscheinungsbild der Bardas de Baile erinnert an Graffiti, zumal auch solche durchaus an derartigen Wänden anzutreffen sind. Eine inhaltliche Verbindung besteht jedoch nicht. Bardas de Baile werden von sogenannten Rotulistas aufgemalt. Diese verstehen sich als mehr als Auftragsmaler, denn als Künstler.
Das Ankündigen der Partys ist ein ephemeres und informelles Kulturphänomen: Die jeweilige Gestaltung existiert meist nur kurze Zeit. Dann wird die Werbung übermalt, um auf eine neue Veranstaltung hinzuweisen.

## Rechtliche Situation
Unserem Rechtsverständnis nach lässt sich kaum beurteilen, ob diese Wandmalereien legal oder illegal sind. Hierfür muss man sich vor Augen führen, dass die mexikanische Gesellschaft stark von Korruption geprägt ist. Und weil dieselben Rotulistas an dieselben Wände auch Werbungen für die Wahlkämpfe von Regionalpolitikern malen, duldet und deckt die lokale Polizei ihr Treiben. Die Hausbesitzer wagen es nicht, etwas einzuwenden. Häufig ist ihnen die farbenfrohe Gestaltung als Musikwand aber ohnehin lieber als die rohen Wände – an dieser Stelle sei auch auf die Tradition des ‚Muralismo‘ verwiesen, die großen, politischen Wandmalereien Mexikos. Und ab und an gibt es als Gegenleistung sogar ein paar Freikarten für die vor allem bei den einfachen Leuten beliebten Musik- und Tanzveranstaltungen.